# Jean-Marie Tremblay
Pour les articles homonymes, voir Tremblay.
Jean-Marie Tremblay (23 août 1948 à Jonquière, Québec, Canada) est un sociologue et bibliothécaire québécois.
Il a enseigné la sociologie au département des sciences humaines du Cégep de Chicoutimi de 1977 à 2011. En 1993, il commence la construction de la bibliothèque numérique Les Classiques des sciences sociales, qui est hébergée et rendue accessible sur l'Internet par l'Université du Québec à Chicoutimi à partir de l'an 2000.

## Biographie
Jean-Marie Tremblay est né le 23 août 1948 à Jonquière (maintenant Saguenay, Québec). En 1975, il termine une maîtrise en sociologie à l'Université d'Ottawa. En 1977, il commence à enseigner la sociologie au Cégep de Chicoutimi.
En 1984, il découvre la micro-informatique. Les années suivantes, il développe beaucoup de matériel pédagogique numérique. Il débute la numérisation de textes d'auteurs qu'il veut rendre accessible à ses étudiantes et ses étudiants. Au début des années 1990, à l'aide de l'infrastructure informatique développée par son institution, il donne un accès en intranet au travail qu'il a développé. À la même époque, il commence à fédérer une équipe de bénévoles pour mettre sous forme numérique plusieurs classiques des sciences sociales.
En 2000, l'Université du Québec à Chicoutimi lui offre de l'espace et un certain soutien afin de rendre accessible les textes numérisés à l'ensemble du monde via l'Internet. C'est cette année-là que sont officiellement fondés Les Classiques des sciences sociales, une bibliothèque numérique gratuite offrant des œuvres sous trois principaux formats (.doc, .pdf et .rtf).

## Prix et distinctions

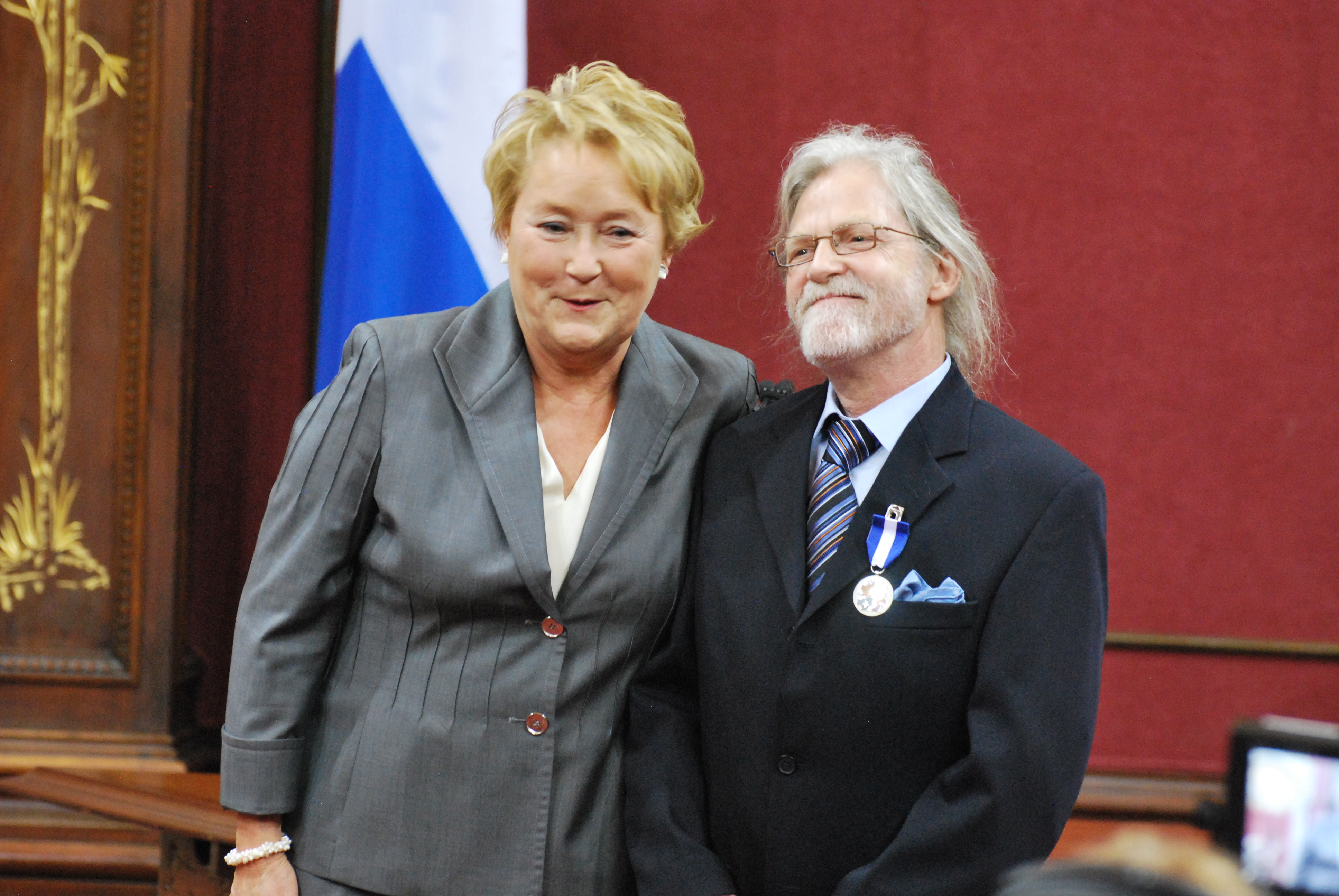
Pauline Marois et Jean-Marie Tremblay lors de la cérémonie de l'Ordre national du Québec 2013.

- 1989 : Prix du ministre - Mention, catégorie « Notes de cours »[1] ;
- 2004 : Signature du livre d'or de Saguenay[2] ;
- 2005 : Prix du mérite scientifique régional Saguenay-Lac-Saint-Jean[3] ;
- 2007 : Tableau d'honneur du MAUSS décerné par le Mouvement anti-utilitariste dans les sciences sociales ;
- 2013 : Chevalier de l'Ordre national du Québec[4].